# Nadejda Fedutenko
Nadejda Nikíforovna Fedutenko (rus: Надежда Никифоровна Федутенко, 30 de setembre de 1915 - 28 de gener de 1978) fou una oficial de la Força Aèria de l'Exèrcit Roig i pilot de combat. Va lluitar en la Segona Guerra Mundial al comandament d'un esquadró de bombarders. Fedutenko va ser guardonada amb el títol d'Heroïna de la Unió Soviètica pel seu lideratge.

## Primers anys
Fedutenko va néixer al poble de Rakítnoie (ara un assentament urbà de l'óblast de Bélgorod) en una família camperola. Amdós pares treballaven en una fàbrica de sucre. Fedutenko treballaria posteriorment a la mateixa fàbrica i va continuar la seva educació a l'escola d'aprenentatge de la fàbrica, després de rebre set anys d'educació secundària incompleta. En aquest període, va participar en un grup d'aficionats als models d'avions a escala. Va ingressar a l'escola de vol d'aviació civil de Tambov als 18 anys.
Entre 1935 i 1941, Fedutenko va ser un pilot d'aviació civil. En el moment de la invasió alemanya havia pilotat diversos tipus d'aeronaus i acumulava milers d'hores de vol.

## Gran Guerra Patriòtica
Des del 23 de juny de 1941 fins al 15 d'octubre de 1941 va pilotar un biplà Polikàrpov R-5 amb el Grup Especial de Kíev de la Flota Aèria Civil (GVF) - una unitat auxiliar establerta per les autoritats de l'aviació civil soviètica. Va volar missions d'abastament i d'enllaç en suport de les tropes en combat, incloent l'evacuació de 150 soldats ferits i el transport dels representants de l'Exèrcit Roig Stavka, entre d'altres. Durant aquestes missions ocasionalment va haver d'evadir-se d'atacs de combat enemic. Al desembre de 1942, Fedutenko va passar a pilotar el bombarder mitjà Petliakov Pe-2 després de graduar-se de cursos de formació a l'Escola Militar d'Aviació d'Énguels per a Pilots.A partir de gener de 1943, va volar missions de combat per al 587è regiment d'aviació de bombarders nocturns, una de les tres unitats de combat femenines establertes per Marina Raskova.
El 26 de maig de 1943, durant les batalles aèries de Kuban, Fedutenko va rebre una ferida de cap d'un fragment de projectil antiaeri, abans de llançar les bombes sobre posicions d'artilleria alemanya molt ben defensades prop del llogaret de Kievskoie, al krai de Krasnodar. Malgrat la seva greu ferida, va mantenir el control total de la seva aeronau i el comandament de la seva esquadrilla, i va poder mantenir-se en formació, després de la possible destrucció de l'objectiu. Fedutenko va dur a terme una maniobra d'evasió, la qual cosa va evitar tant la pèrdua de l'avió com de la tripulació que estava sota el seu comandament.
Al març del 1945, Fedutenko havia volat 56 missions al Pe-2, de les quals 20 eren com un líder de 3 avions, 25 com a cap d'esquadró pilotant 9 avions i en dues ocasions va liderar una divisió combinada de sis esquadrons. En una d'aquestes ocasions no se li va assignar la funció de pilot principal de la divisió, però quan el líder va ser abatut a l'hora d'apropar-se al blanc, va prendre la iniciativa i va dirigir la missió amb èxit.
El comandament de Fedutenko considerà la seva actuació com a pilot i comandant, eficaç en la destrucció de les tropes enemigues. El 14 de març de 1945, el seu superior recomanà que fos guardonada amb el títol d'Heroïna de la Unió Soviètica "pels serveis excepcionals que ha rendit per a la Pàtria mostrant valor i heroisme". El títol es concedí oficialment el 18 d'agost- A més, també va rebre l'Orde de Lenin, l'Orde de la Bandera Roja (dues vegades), l'Orde de la Guerra Patriòtica de 1era classe, i moltes altres medalles.

## Darrers anys
Fedutenko va passar a la reserva el 1946. Implicada en el treball del partit a Khabàrovsk i Irkutsk fins a 1954, es va traslladar a Kíev, on va morir el 30 de gener de 1978. Fedutenko fou enterrada al cementiri de Bàikove de la ciutat.